# NGC 6363
NGC 6363 في الفهرس العام الجديد، هي مجرة، تقع في كوكبة . اكتشفها" إدوارد ستيفان مرتين، أولاً في 2 سبتمبر 1872 (مدرج باسم NGC 6138)،

## روابط خارجية
- NGC 6363 على موقع ويكي سكاي: DSS2, SDSS, GALEX, IRAS, Hydrogen α, X-Ray, Astrophoto, Sky Map, Articles and images